# Emesene
 (avril 2012).
Si vous disposez d'ouvrages ou d'articles de référence ou si vous connaissez des sites web de qualité traitant du thème abordé ici, merci de compléter l'article en donnant les références utiles à sa vérifiabilité et en les liant à la section « Notes et références ».
emesene était un client de messagerie instantanée libre (sous GNU GPL 2) et un « clone » de Windows Live Messenger. Emesene est la prononciation espagnole, française et portugaise de « MSN », l'ancien nom de Windows Live Messenger.
Son but était de reproduire les fonctionnalités du client Windows Live Messenger avec une interface plus simple, plus propre et plus ergonomique.
La désactivation annoncée de Windows Live Messenger en 2013 a conduit à la fin du développement de ce logiciel.

## Développement
Emesene est multiplate-forme : il fonctionnait sous Windows, Mac et Linux. Le programme est écrit en utilisant Python, pyGTK (GTK+ pour Python) et pyCairo.

## Fonctionnalités

### Fonctions courantes
Emesene est compatible avec le protocole Windows Live Messenger MSNP13. Il était disponible en 16 langues.
Emesene possède des fonctionnalités qui sont aussi disponibles dans le client officiel Windows Live Messenger :
- Utilisation de base de Microsoft Messenger : émoticônes personnalisées, transfert de fichiers, avatars (avec fonction de recadrage intégrée), ajout/suppression/blocage de contacts, les groupes
- Conversation par onglets
- Les Wizz (Nudges en anglais), avec la possibilité d'activer la vibration des fenêtres lorsqu'un Wizz est reçu.
- Les messages personnels, avec la possibilité d'afficher la musique jouée par le lecteur de musique favori.
- Bulle d'information, bulle indiquant quand un contact vient de se connecter ou lors de la réception d'un email.
- Réduction dans la zone de notification
- Un greffon compatible et équivalent à MSN Plus!
- Support Webcam (experimental)

Mais Emesene possède d'autres fonctionnalités qui lui sont propres :
- Des greffons (Vérification de nouveaux messages sur Gmail ou sur des serveurs POP3, Vérification orthographique, etc.)
- Entièrement personnalisable : fenêtre de conversation, fenêtre principale, thème sonore, thèmes d'émoticônes,
- L'envoi d'informations sur les chansons écoutées sur Last.fm si le lecteur utilisé ne propose pas cette fonctionnalité.
- Affichage d'une miniature d'une vidéo YouTube lorsqu'une adresse est affichée dans une fenêtre de conversation.
- Système d'archivage des conversations complet (plugin Logger) : il archive les émoticônes, les avatars, les statuts des contacts. Un plugin complémentaire permet quant à lui de récupérer et d'afficher par une simple ligne de commande (et bientôt une interface graphique) les derniers avatars, messages personnels ou pseudos d'un contact.
- Support du LaTeX